# 海倫芬
海倫芬（荷蘭語：Heerenveen，[ˌɦeːrə(ɱ)ˈveːn] ⓘ，[ət ˌjɛrn̩ˈfɪən] ⓘ）是荷蘭弗里斯兰省的一个市镇，位處荷蘭北部。2017年人口為50,257。
此市镇於1551年建立。它在歷史上並非一個城市，並沒有城市權利，不過，1851年後，荷蘭訂定《市鎮法》，廢除城市權的授予以及特殊地位，基本上現今市鎮與城市間已無實質差異。

## 體育
海倫芬的人口規模並不算多，卻是荷蘭少數同時擁有男女足球俱樂部的市鎮（海倫芬體育俱樂部與海倫芬女子足球俱樂部），其中海倫芬男子俱樂部是弗里斯兰省最受歡迎的足球俱樂部，擁有龐大的球迷人數。

## 交通
海倫芬車站是城裡的主要鐵路車站，是菲仕蘭省流量第二大的車站，僅次於呂伐登車站。

## 名人
- 福珀·德汉（英语：Foppe de Haan）：足球教練
- 斯文·克雷默：速度滑冰選手
- 薇薇安·米德馬：女子足球運動員。

## 景觀

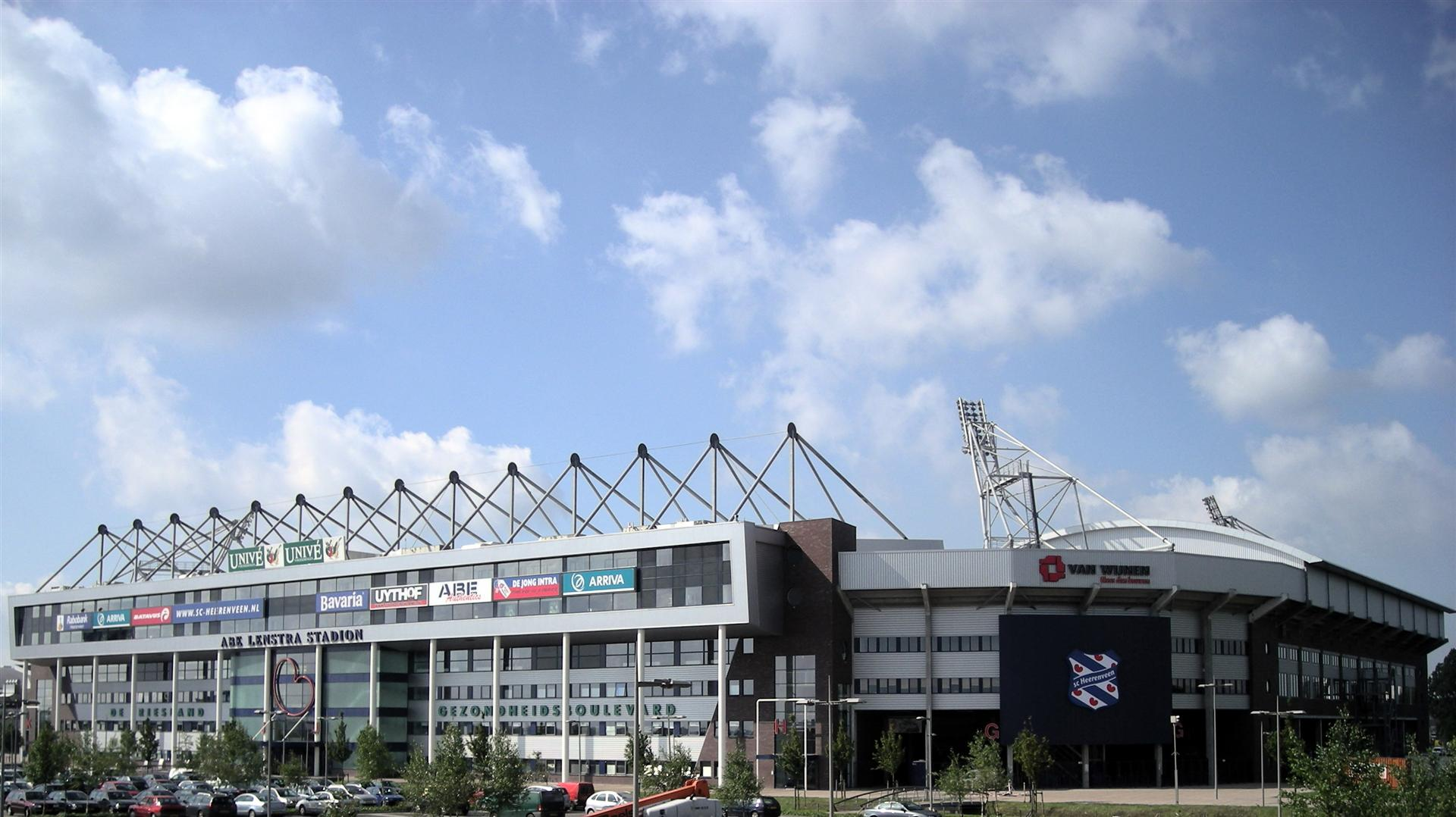
阿貝倫斯特拉體育場
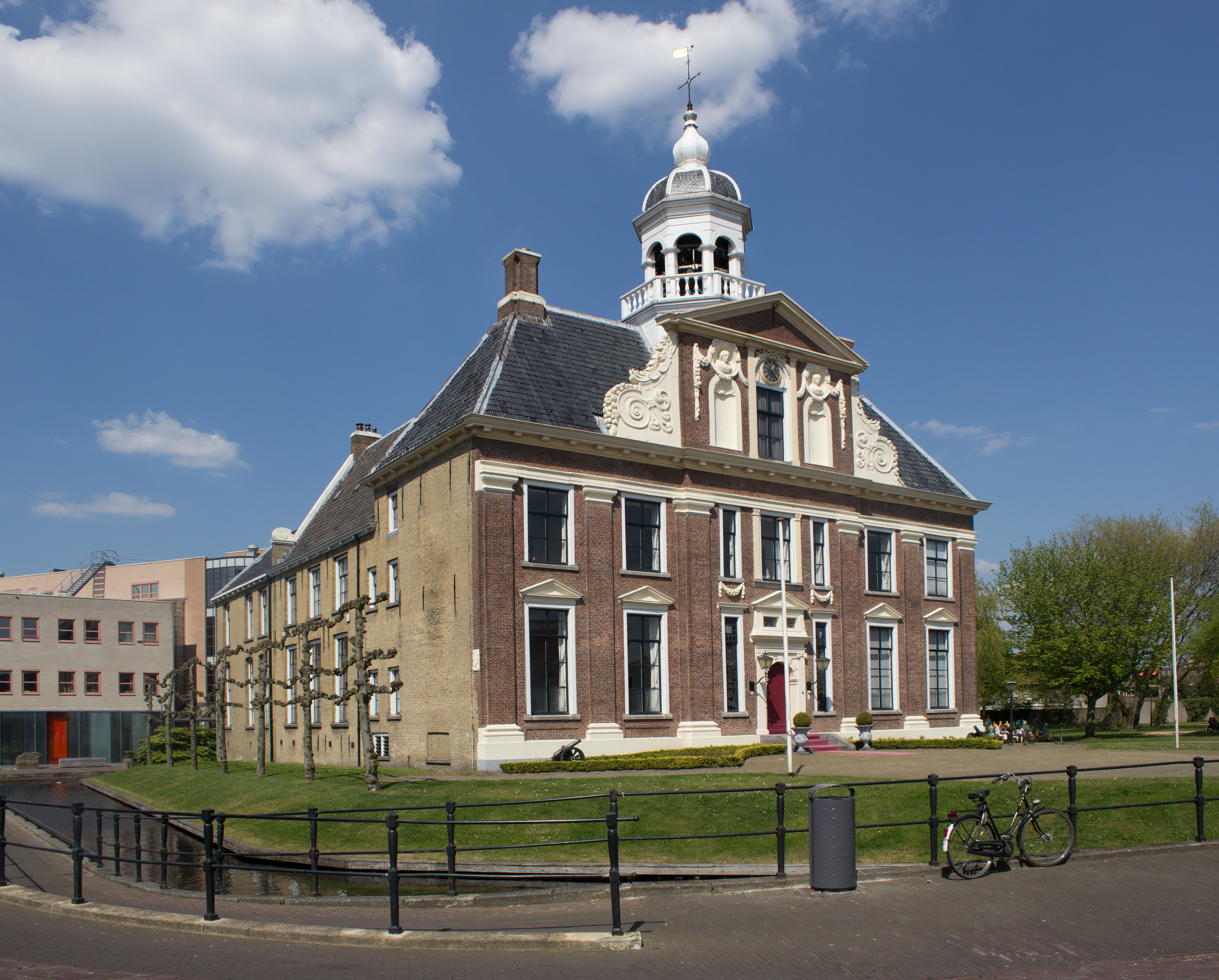
市政廳
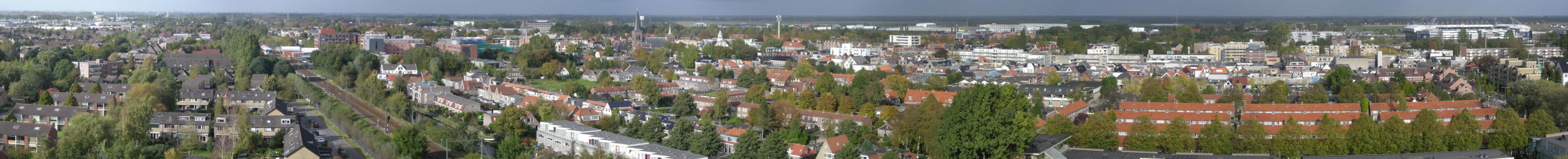
城市景觀

## 外部連結
- 维基共享资源上的相關多媒體資源：海倫芬
- 维基导游上有關Heerenveen的旅行指南
- 官方网站